# Pileni
Za jezik pileni pogledajte Vaeakau-Taumako jezik.
Pileni je melanezijski otok koji pripada Salomonskim Otocima i provinciji Temotu.
O ovom se otoku veoma malo zna. Njegovo se ime rabilo za jedan jezik.
Otok je prekriven palmama te na njemu trajno živi oko 200 ljudi, uglavnom na jugu otoka.